# Kỷ Phấn Trắng
| −140 —–−130 —–−120 —–−110 —–−100 —–−90 —–−80 —–−70 —– | Kỷ JuraKỷ Phấn TrắngKỷ Cổ CậnSớmMuộnBerriasValanginHauteriveBarrêmeAptAlbaCenomanTuronCognacSantonChampagneMaastricht |
| \| \| Đại Trung Sinh \| \| \| Đại Tân Sinh \|         | |
| đơn vị trục tung: triệu năm                           | |
|                                                       | Đại Trung Sinh |
|                                                       | Đại Tân Sinh |

|  | Đại Trung Sinh |
|  | Đại Tân Sinh   |

Kỷ Phấn trắng hay kỷ Creta (phiên âm tiếng Việt: Krêta) là một kỷ địa chất chính trong niên đại địa chất, bắt đầu từ khi kết thúc kỷ Jura khoảng 145 triệu năm trước cho đến khi bắt đầu kỷ Cổ Cận vào khoảng 66 triệu năm trước đây. Là kỷ địa chất dài nhất trong Đại Trung sinh, kỷ Phấn Trắng chiếm khoảng gần một nửa thời gian của đại địa chất này. Sự kết thúc của kỷ Phấn Trắng xác định ranh giới giữa Đại Trung Sinh và Đại Tân sinh.
Creta tiếng Latinh có nghĩa là đá phấn hay phấn trắng là một kỷ tách biệt lần đầu tiên được nhà địa chất người Bỉ Jean d'Omalius d'Halloy định nghĩa năm 1822, sử dụng địa tầng trong lòng chảo Paris và đặt tên cho các tầng đá phấn trải rộng (calci cacbonat đã trầm lắng hoặc hóa thạch từ vỏ hay mai của các động vật không xương sống dưới đại dương, chủ yếu là Coccolith), được tìm thấy trong các tầng đá thuộc kỷ Phấn Trắng sớm ở châu Âu lục địa và quần đảo Anh (bao gồm cả vách đá trắng Dover).

## Niên đại
Giống như các kỷ địa chất cổ hơn, các tầng đá xác định kỷ Creta đã được xác định khá rõ nhưng niên đại chính xác của sự khởi đầu và kết thúc kỷ này vẫn không chắc chắn trong phạm vi vài triệu năm. Không có sự kiện tuyệt chủng lớn hay sự bùng nổ tính đa dạng nào tách rời kỷ Creta ra khỏi kỷ Jura trước đó. Tuy nhiên, sự kết thúc kỷ này được xác định chắc chắn nhất, được đặt tại các lớp giàu iridi tìm thấy trên khắp thế giới được cho là gắn liền với miệng núi lửa Chicxulub tại Yucatan và vịnh Mexico. Lớp đá này đã được xác định niên đại là khoảng 65,5 Megaannum. Sự va chạm sao băng này có lẽ là nguyên nhân chính gây ra sự kiện tuyệt chủng lớn là sự kiện tuyệt chủng kỷ Creta-Paleogen (Creta-phân đại đệ Tam) đã được nghiên cứu rộng rãi.

## Các đơn vị
Kỷ Creta thông thường được phân chia thành các thế Creta sớm và muộn. Các tầng động vật từ trẻ nhất tới cổ nhất được liệt kê dưới đây; thời gian được coi là sớm hay muộn, còn các tầng đá tương ứng được coi là hạ hay thượng: 
| Hệ/ Kỷ                                | Thống/ Thế   | Bậc/ Kỳ    | Tuổi (Ma) | Tuổi (Ma) |
| ------------------------------------- | ------------ | ---------- | --------- | --------- |
| Paleogen                              | Paleocen     | Đan Mạch   | trẻ hơn   | trẻ hơn   |
| Creta                                 | Thượng /Muộn | Maastricht | 66.0      | 72.1      |
| Creta                                 | Thượng /Muộn | Champagne  | 72.1      | 83.6      |
| Creta                                 | Thượng /Muộn | Santon     | 83.6      | 86.3      |
| Creta                                 | Thượng /Muộn | Cognac     | 86.3      | 89.8      |
| Creta                                 | Thượng /Muộn | Turon      | 89.8      | 93.9      |
| Creta                                 | Thượng /Muộn | Cenoman    | 93.9      | 100.5     |
| Creta                                 | Hạ/Sớm       | Alba       | 100.5     | ~113.0    |
| Creta                                 | Hạ/Sớm       | Apt        | ~113.0    | ~125.0    |
| Creta                                 | Hạ/Sớm       | Barrême    | ~125.0    | ~129.4    |
| Creta                                 | Hạ/Sớm       | Hauterive  | ~129.4    | ~132.9    |
| Creta                                 | Hạ/Sớm       | Valangin   | ~132.9    | ~139.8    |
| Creta                                 | Hạ/Sớm       | Berrias    | ~139.8    | ~145.0    |
| Jura                                  | Thượng /Muộn | Tithon     | già hơn   | già hơn   |
| Phân chia kỷ Creta theo ICS năm 2017. |              |            |           |           |

| Creta Thượng/Muộn |                                |
| Maastricht        | (70,6 ± 0,6 – 65,8 ± 0,3 Ma)   |
| Champagne         | (83,5 ± 0,7 – 70,6 ± 0,6 Ma)   |
| Santon            | (85,8 ± 0,7 – 83,5 ± 0,7 Ma)   |
| Cognac            | (89,3 ± 1,0 – 85,8 ± 0,7 Ma)   |
| Tours             | (93,5 ± 0,8 – 89,3 ± 1,0 Ma)   |
| Cenoman           | (99,6 ± 0,9 – 93,5 ± 0,8 Ma)   |
|                   |                                |
| Creta Hạ/Sớm      |                                |
| Alba              | (112,0 ± 1,0 – 99,6 ± 0,9 Ma)  |
| Apt               | (125,0 ± 1,0 – 112,0 ± 1,0 Ma) |
| Barrême           | (130,0 ± 1,5 – 125,0 ± 1,0 Ma) |
| Hauterives        | (136,4 ± 2,0 – 130,0 ± 1,5 Ma) |
| Valangin          | (140,2 ± 3,0 – 136,4 ± 2,0 Ma) |
| Berrias           | (145,5 ± 4,0 – 140,2 ± 3,0 Ma) |

## Cổ địa lý học
Trong kỷ Creta, siêu lục địa Pangaea có từ cuối đại Cổ Sinh – đầu đại Trung Sinh đã hoàn thành việc chia tách nó ra thành các châu lục như ngày nay, mặc dù vị trí của chúng là khác đáng kể so với hiện nay. Khi Đại Tây Dương mở rộng ra, các kiến tạo sơn lề hội tụ đã bắt đầu từ kỷ Jura vẫn tiếp tục tại dãy núi Bắc Mỹ, chẳng hạn kiến tạo sơn Nevada đã được kế tiếp bởi các kiến tạo sơn như kiến tạo sơn Sevier và Laramide.

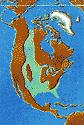
Địa lý Bắc Mỹ trong kỷ Creta

Mặc dù Gondwana vẫn không bị ảnh hưởng vào đầu kỷ Creta, nhưng tự nó đã tách ra do Nam Mỹ, châu Nam Cực và Australia đã trôi dạt ra khỏi châu Phi (mặc dù Ấn Độ và Madagascar vẫn còn dính với nhau); vì thế, Ấn Độ Dương và phần phía nam của Đại Tây Dương là các đại dương mới được hình thành. Hoạt động trôi dạt như vậy đã nâng các chuỗi núi lớn ngầm dưới biển dọc theo các đường viền, nâng mực nước biển chấn tĩnh trên khắp thế giới. Về phía bắc của châu Phi thì biển Tethys tiếp tục thu hẹp lại. Các biển nông rộng lớn chiếm ưu thế dọc theo miền trung Bắc Mỹ (biển nội địa miền Tây) và châu Âu, và sau đó bắt đầu rút xuống, để lại các trầm tích đại dương dày xen vào giữa các tầng than.
Kỷ Creta chính xác là nổi tiếng vì đá phấn của nó; thực vậy, đã có nhiều đá phấn được hình thành trong kỷ này hơn so với bất kỳ thời kỳ nào của liên đại Hiển Sinh. Hoạt động tạo lằn gợn đại dương—hay đúng hơn là, sự lưu thông của nước biển qua các lằn gợn mở rộng—làm giàu thêm calci cho các đại dương; điều này làm cho nước biển trở nên bão hòa hơn, cũng như làm tăng hiệu lực sinh học của nguyên tố này đối với các tảo phù du đá vôi. Chúng làm loang rộng các trầm tích cacbonat cũng như các loại trầm tích khác, làm cho các mẫu đá kỷ Creta là đặc biệt mịn. Famous formations từ Bắc Mỹ bao gồm các hóa thạch đại dương phong phú ở đối Smoky tại Kansas và quần động vật đất liền cuối kỷ Creta tại hình thành sông Hell. Các hóa thạch quan trọng khác có tại châu Âu và Trung Quốc. Tại khu vực ngày nay là Ấn Độ, các tầng dung nham khổng lồ gọi là Deccan Traps đã sụt xuống vào cuối kỷ Creta và đầu thế Paleocen.

## Khí hậu
Khí hậu là rất ấm trong kỷ Creta đến mức không có băng tại hai địa cực. Mực nước biển cao hơn nhiều so với ngày nay và các khu vực lớn của lớp vỏ Trái Đất đã bị các biển nông bao phủ; các phần lõi trầm tích chỉ ra rằng các biển nhiệt đới có thể có nhiệt độ cao hơn khoảng 9-12° so với ngày nay, trong khi nhiệt độ của lòng đại dương có thể cao hơn tới 15-20° so với ngày nay,. Biển Tethys đã nối các đại dương vùng nhiệt đới từ tây sang đông, điều này làm cho khí hậu toàn cầu cân bằng hơn. Các hóa thạch thực vật đã thích nghi với khí hậu nóng ấm được tìm thấy tại các khu vực xa về phía bắc tới tận Alaska và Greenland, trong khi các hóa thạch khủng long cũng đã được tìm thấy trong phạm vi 15° kể từ Nam cực của kỷ Creta.
Trái Đất về trung bình có thể không ấm nhiều hơn so với kỷ Trias hay kỷ Jura, nhưng khi đó nó có gradient nhiệt độ thoai thoải hơn từ xích đạo tới hai cực. Hiệu ứng phụ của điều này có thể làm suy yếu các luồng luân chuyển không khí (gió) toàn cầu, tạo ra ít sự chuyển động của các khối nước lạnh và giàu dinh dưỡng lên bề mặt đại dương và làm cho các đại dương trở thành tù đọng hơn so với ngày nay, với chứng cứ là các trầm tích đá phiến sét màu đen rộng khắp.

## Quần thực vật
Thực vật có hoa đã phát triển mạnh trong kỷ này, mặc dù chúng vẫn chưa trở thành thống trị cho đến tận gần cuối kỷ (tầng Champagne). Sự tiến hóa của chúng được trợ giúp thêm bởi sự xuất hiện của ong; trên thực tế thực vật có hoa và côn trùng là các ví dụ điển hình về cùng tiến hóa. Đại diện đầu tiên của nhiều loại cây hiện đại đã xuất hiện trong kỷ này, như các loài đa, tiêu huyền và mộc lan. Cùng thời gian đó, một vài loài thực vật hạt trần từ thời kỳ đầu đại Trung Sinh, chẳng hạn như thông vẫn tiếp tục thịnh vượng, mặc dù một vài nhánh khác như bộ Bennettitales (dạng tuế cổ) đã biến mất trước khi kỷ này kết thúc.

## Quần động vật

### Đất liền
Trên đất liền, động vật có vú vẫn còn ít và chỉ là thành phần tương đối nhỏ của quần động vật. Quần động vật khi đó chủ yếu là các loài bò sát dạng thằn lằn thống trị (nhóm Archosauria), đặc biệt là khủng long, khi đó đang ở đỉnh cao đa dạng của chúng. Các loài bò sát bay (bộ Pterosauria) là phổ biến ở đầu và giữa kỷ Creta, nhưng càng về cuối kỷ thì chúng lại phải đối mặt với sự cạnh tranh ngày càng gia tăng của chim, và vào cuối kỷ này thì chỉ còn 2 họ thằn lằn bay chuyên biệt hóa cao là còn tồn tại.

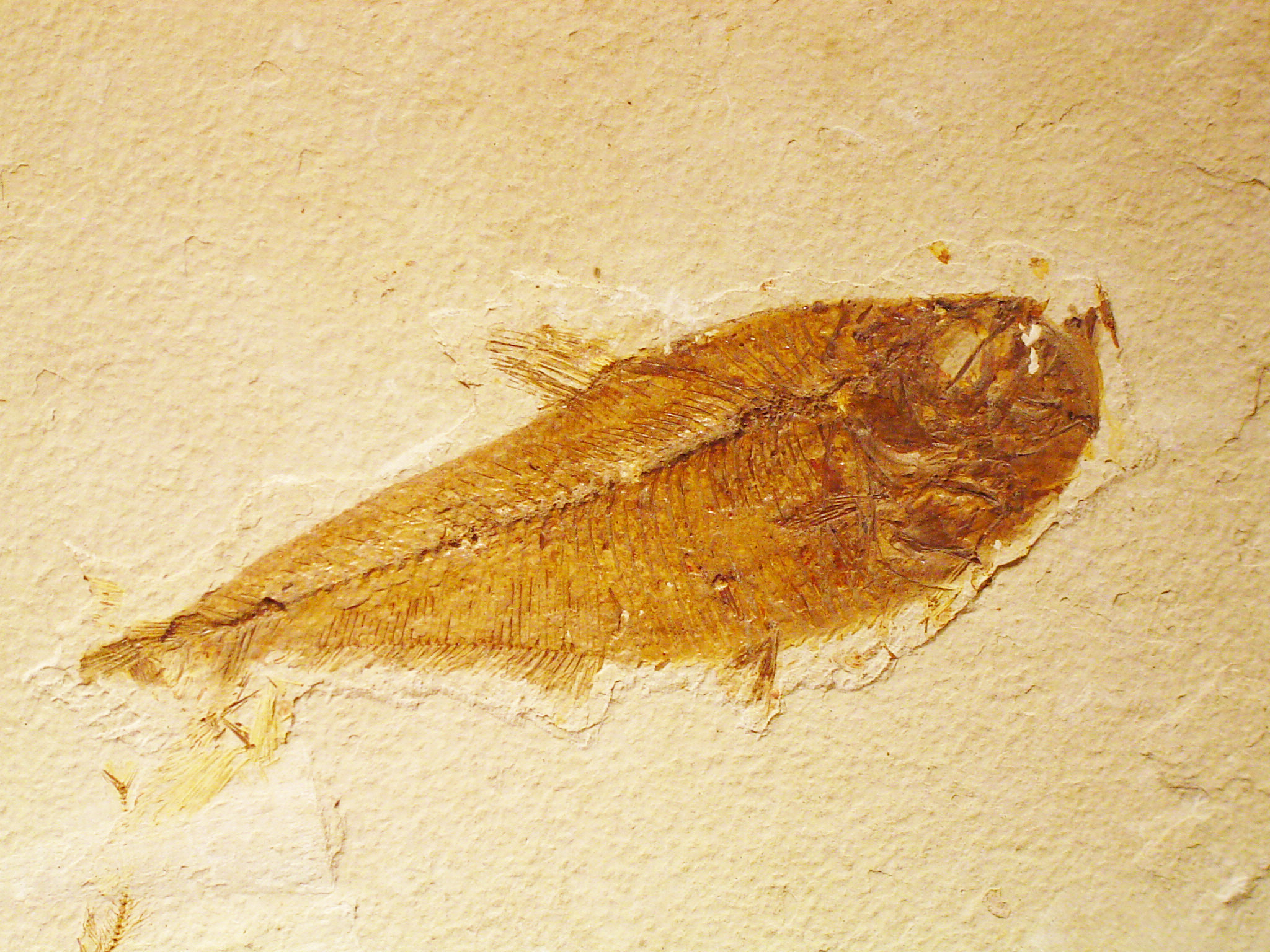
Hình ảnh cá hóa thạch thuộc kỷ Creta

Khu vực lưu giữ hóa thạch tại Liêu Ninh, Trung Quốc cung cấp một cái nhìn tổng quan vì sự sống đầu kỷ Creta. Tại đây các dấu tích còn được bảo quản của hàng loạt các loài khủng long, chim và động vật có vú nhỏ đã được phát hiện. Các loài khủng long thuộc nhóm Coelurosauria tìm thấy ở đây là đại diện cho các động vật của nhóm Maniraptora (dạng chuyển tiếp giữa khủng long và chim) và đáng chú ý vì sự hiện diện của các lông vũ.
Trong kỷ Creta, côn trùng bắt đầu đa dạng hóa và các loài kiến, mối cùng một vài loài cánh vẩy cổ nhất đã biết đã xuất hiện. Các loài rệp (siêu họ Aphidoidea), châu chấu (phân bộ Caelifera) và ong vú lá (họ Cipnipidae) cũng đã xuất hiện. Hàng loạt các loại hóa thạch côn trùng được bảo quản tốt cũng đã được tìm thấy trong các khu vực lưu giữ hóa thạch thời kỳ Creta muộn tại Baissa ở khu vực Siberia.

### Đại dương
Trong lòng đại dương, các loài cá đuối (siêu bộ Batoidea), cá mập (siêu bộ Selachimorpha) hiện đại và cá xương thật sự (phân lớp Teleostei) đã trở thành phổ biến. Các loài bò sát biển bao gồm thằn lằn cá (bộ Ichthyosauria) ở đầu và giữa kỷ Creta, thằn lằn đầu rắn (phân bộ Plesiosauria) trong suốt cả kỷ và thằn lằn rắn (họ Mosasauridae) ở cuối kỷ.
Baculites, một dạng vỏ thẳng của cúc đá (phân lớp Ammonoidea) cũng đã thịnh vượng trong lòng đại dương. chim có răng (phân lớp Hesperornithes) là các loài chim không bay, sống trên mặt đại dương và bơi lội giống như các loài chim lặn (bộ Podicipediformes). Các loài trùng lỗ (ngành Foraminifera) và động vật da gai (ngành Echinodermata) như nhím biển và sao biển (lớp Asteroidea) cũng thịnh vượng. Sự lan tỏa đầu tiên của các loài tảo cát (nói chung là dạng cát chứ không phải dạng đá vôi) trong đại dương cũng diễn ra vào kỷ này nhưng các loài tảo cát nước ngọt mãi đến thế Miocen mới xuất hiện.

### Tuyệt chủng
Trong sự kiện tuyệt chủng đánh dấu sự kết thúc kỷ Creta thì một lượng đáng kể các loài (~50%) và các họ đã biết (~25%) đã biến mất. Thực vật gần như không bị tổn thương, trong khi các sinh vật biển phải gánh chịu nặng nề nhất. Trong số đó một lượng lớn (~95%) các dạng trùng lỗ (trừ bộ Globigerinida), và thậm chí một lượng lớn hơn của nhóm Coccolithophores, tất cả các loài cúc đá và tên đá (nhóm Belemnoidea) của động vật chân đầu (lớp Cephalopoda) cũng như tất cả các nhóm rudists tạo đá ngầm của ngành động vật thân mềm (ngành Mollusca) và các loài trai thuộc chi Inoceramus), cũng như gần như toàn bộ bò sát biển (ngoại trừ rùa và cá sấu). Khủng long có lẽ là nạn nhân nổi tiếng nhất của sự kiện tuyệt chủng kỷ Creta. Các loài khủng long còn sót lại vào gần cuối kỷ (chẳng hạn Tyrannosaurus rex, Triceratops và Ankylosaurus) cũng đã bị tiêu diệt. Những con thằn lằn có cánh cuối cùng cũng đã bị tuyệt chủng và phần lớn các loài chim cũng chịu chung số phận, trong đó có các phân lớp Enantiornithes và Hesperornithes.
Sự tuyệt chủng cao độ của côn trùng diễn ra vào khoảng giữa kỷ Creta, trong tầng Alba.

## Lưu ý
1. ↑  Image:Sauerstoffgehalt-1000mj.svg
2. ↑  Image:Phanerozoic Carbon Dioxide.png
3. ↑  Image:All palaeotemps.png
4. ↑  "International Chronostratigraphic Chart v.2018/08". International Commission on Stratigraphy. tháng 8 năm 2018.
5. ↑  Đại Từ điển bách khoa Xô viết (bằng tiếng Nga) (ấn bản thứ 3). Moskva: Sovetskaya Enciklopediya. 1974. tr. tập 16, trang 50.
6. ↑  "ICS Timescale Chart". www.stratigraphy.org.
7. ↑  Stanley Steven M. Earth System History. New York: W.H. Freeman và Công ty, 1999. ISBN 0-7167-2882-6 trang 280
8. ↑  Stanley, các trang 279-81
9. ↑  "Warmer than a Hot Tub: Atlantic Ocean Temperatures Much Higher in the Past" PhysOrg.com. Truy cập 3/12/2006.
10. ↑  Skinner Brian J. và Stephen C. Porter. The Dynamic Earth: An Introduction to Physical Geology. ấn bản lần thứ 3, New York: John Wiley & Sons, Inc., 1995. ISBN 0-471-59549-7. trang 557
11. ↑  Stanley, các trang 480-2
12. ↑  Stanley, các trang 481-2